# Malgrats
Las Malgrats son unos islotes situados en el término municipal de Calviá, en Mallorca, la mayor de las islas Baleares, España. Estas dos pequeñas islas se encuentran junto a la bahía de Santa Ponsa, a cientos de metros de la costa. Poseen un alto valor pesquero y ecológico por su gran diversidad de hábitats, tanto marino como avícola y en menor medida terrestre, por lo que sus alrededores están catalogados y protegidos como reserva marina por el gobierno de las Islas Baleares. Consisten también en el hogar de una especie de lagartija endémica de las Baleares, la Podarcis lilfordi.

## Protección

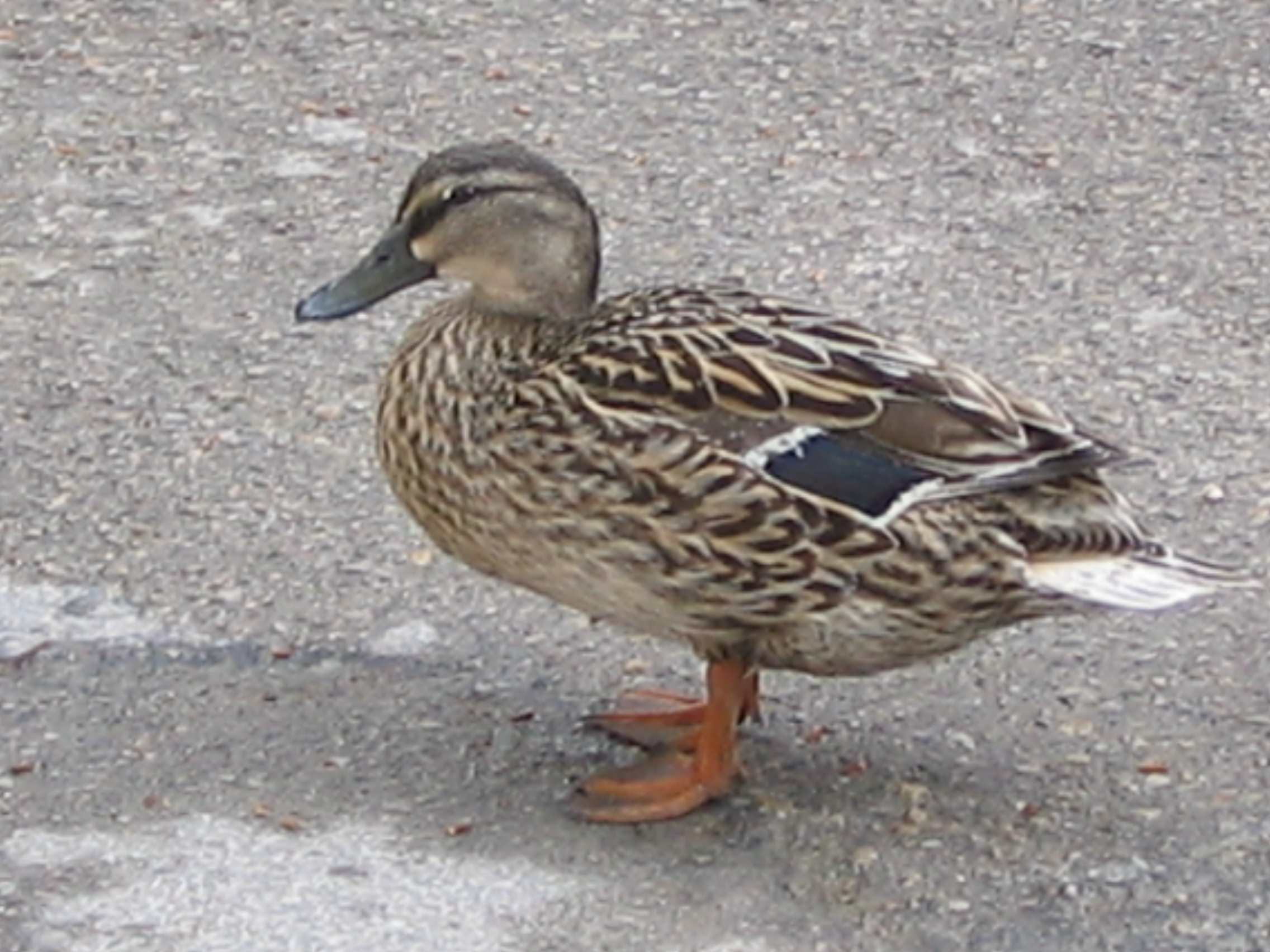
Hembra de ánade real que merodea las Malgrats.

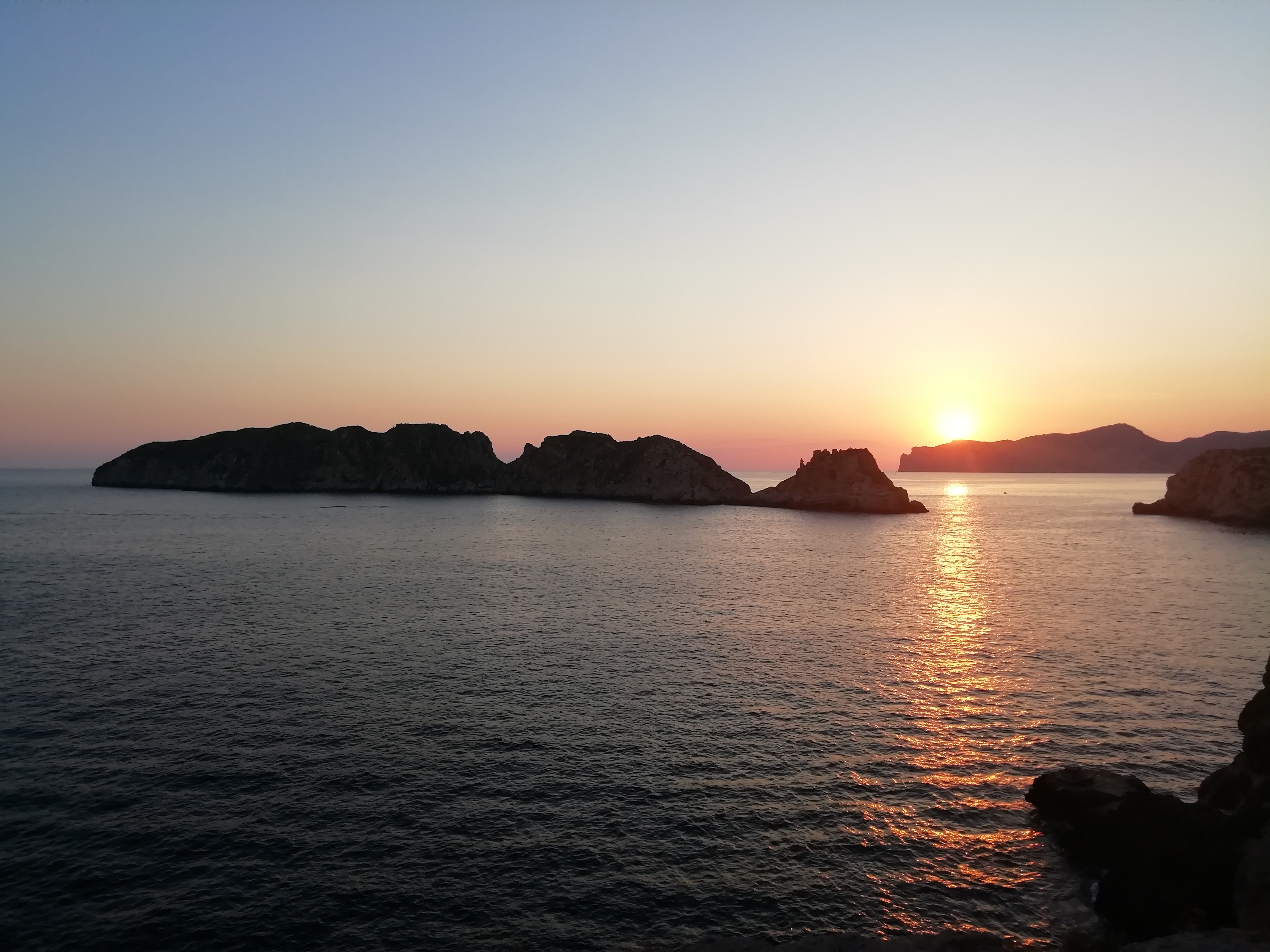
Ocaso en las islas Malgrats.

El 28 de mayo y 15 de junio de 2004 fueron declaradas Reserva ecológica y su parte emergida, declarada indefinidamente como área especial de protección de las aves.